# دیکسونویل (فلوریدا)
دیکسونویل (به انگلیسی: Dixonville) یک منطقهٔ مسکونی در ایالات متحده آمریکا است که در شهرستان سانتا امرسون، فلوریدا واقع شده‌است. دیکسونویل ۱۸۱ نفر جمعیت دارد و ۸۴٫۱۳ متر بالاتر از سطح دریا قرار دارد.